# Championnats du monde de salsa
Plusieurs événements peuvent être dénommés Championnats du monde de salsa ("World Salsa Championships" en anglais et Campeonato Mundial de Salsa en espagnol).

## La « Mayan World Salsa Competition »
La "Mayan World Salsa Competition" (Compétition mondiale de salsa "Mayan"), du nom d'un club de Los Angeles, existe depuis 1995. Le danseur Johnny Vazquez a longtemps dominé la compétition.

## Les « WSF Championships »
En 2000 l'IDO (International Dance Organization) organise les premiers "World Salsa Championships".
Le couple gagnant Isaac et Laura Altman fondent l'année suivante la WSF (World Salsa Federation)qui organisera dès lors les WSF Championships à Miami, avec un système de notation inspiré de celui du patinage artistique.
L'événement reçoit également de prestigieux artistes pour des concerts, tels que :
Tito Puente (2001),
Celia Cruz (2003),
Bobby Cruz et Richie Ray (2004),
Hansel Martinez (2005),
Roberto Torres (2006),
Jairo Varela (2007),
Larry Harlow (2008)
ainsi que de prestigieux danseurs tels que :
Angel Ortiz, Elba Diaz (2005), Pedro Aguilar (Cuban Pete) (2006).
La WSF a également permis à la salsa (associée à la danse sportive) de devenir une discipline officielle des
Jeux olympiques juniors organisés par l'AAU (Amateur Athletic Union).

## Les «World Salsa Championships»
Événement organisé depuis 2005 en décembre par Albert Torres et son équipe, dont Rob Beiner, producteur de télévision sur ESPN (filiale de Disney), et d'autres des chaînes sportives auparavant.
L'événement qui se tient au Milk House, un gymnase de 5 000 places situé au sein du Walt Disney World Resort à Orlando en Floride, est retransmis sur la chaîne de télévision ESPN Deportes.
Des concerts y ont également lieu avec des artistes prestigieux :
- En 2008 : Roberto Roena and its Apollo Sound, La Sonora Carruseles et Eddie Palmieri.

En 2010, Le World Salsa Championships est devenu le The World Latin Dance Cup, pour refléter l'inclusion d'autres danses latines comme le Cha-cha-cha, la Bachata, et la Cumbia.
| Date | On 1 | On 2 | Cabaret | Trouopes |
| ---- | --- | --- | --- | --- |
| 2005 | 1st: Louis Laxenaire & Octave Poincignon-Versini, Lyon, France 2nd: Erika Bautista & Joel Lopez, Oaxaca, Mexico 3rd: Roberto Arenas Jr. & Marie Josee Strazzero, Montreal, Canada | 1st: Oliver Pineda & Luda Kroitor, Australia 2nd: Junior & Emily Alibi, San Francisco, CA 3rd: John Narvaez & Liz Rojas, Oakland, CA                  | 1st: Ricardo Murillo & Viviana Vargas Cali, Colombia 2nd: Rodrigo Guzman & Yesenia Adame, Los Angeles, CA 3rd: Jhesus Aponte & Marielys Molina, New York                                 | 1st: Pretty Boys & Girls, San Francisco, CA 2nd: Salsamania, Oakland, CA 3rd: San Tropez, Montreal, Canada |
| 2006 | 1st: Abel Pena & Zulmara Torres, Los Angeles, CA 2nd: Ibi Regueira & Marina Prado, Sweden 3rd: Darlin Garcia & Kathleen Eccleston, Philadelphia, PA                               | 1st: Oliver Pineda & Luda Kroitor, Australia 2nd: Junior & Emily Alibi, San Francisco, CA 3rd: John Narvaez & Liz Rojas, Oakland, CA                  | 1st: Kelvin Hernandez & Licelott Maldonado (Puerto Rico) 2nd: John Vasquez & Judy Aguilar, Cali, Colombia 3rd: John Rodriguez & Johana Vasquez, Cali, Colombia                           | 1st: Swing Latino, Cali, Colombia 2nd: Pretty Boys & Girls, San Francisco, CA 3rd: Salsamania, Oakland, CA |
| 2007 | 1st: Abel Pena & Zumara Torres, Los Angeles, CA 2nd: Roberto Arenas Jr. & Marie Josee Strazzero, Montreal,Canada 3rd: David Nieto & Charlene Rose, Los Angeles, CA                | 1st: Oliver Pineda & Luda Kroitor, Australia 2nd:Jhesus Aponte & Marielys Molina, New York 3rd: Junior & Emily Alibi, Los Angeles, CA                 | 1st: John Gerner & Judy Aguilar (Cali, Colombia) 2nd: Nilson Castro & Deisy Roldan (Cali, Colombia) 3rd: Kelvin Hernandez & Licelott Maldonado (Puerto Rico)                             | 1st: Swing Latino, Cali, Colombia 2nd: Pioneros Del Ritmo, Cali Colombia 3rd: Aces Del Ritmo, Cali, Colombia |
| 2009 | 1st: Christian Oviedo & Liz Lira, Los Angeles, CA 2nd: Eli Torres & Yen Dorado, Puerto Rico & Philadelphia, PA 3rd: Roberto Arenas Jr & Marie Josee Strazzero, Montreal, Canada   | 1st: Luis Aguilar & Anya Katsevman, San Francisco & New York 2nd: Anichi Perez & Anne Boehm, Germany 3rd: Maricza Valentin & Jose Valdes, Chicago, IL | 1st: Jonathan Landa & Jenny Rodriguez, Cali, Colombia 2nd: Eider Rua & Luisa Suaza, Medellin, Colombia & Dubai UAE 3rd: Jonier Torres & Dayian Molina, Cali, Colombia                    | 1st: Ritmo Y Sabor, Oaxaca, Mexico 2nd: Stilo Y Sabor, Cali, Colombia 3rd: El Mulato Y Su Swing Latino, Cali Colombia |
| 2010 | 1st: Christian Oviedo & Liz Lira, Los Angeles, CA 2nd: Darlin Garcia & Vera Rowe, Philadelphia, PA 3rd: Ricardo Tellez & Tianne Frias, San Francisco, CA                          | 1st: Luis Aguilar & Anya Katsevman, San Francisco & New York 2nd: Oliver Pineda & Luda Kroitor, Australia 3rd: David Zepeda & Paulina Posadas, Mexico | 1st: Grizzly Hidriago & Alien Ramirez, Los Angeles, CA 2nd: Eider Rua & Luisa Suaza, Medellin Colombia & Dubai, UAE 3rd: Gabriel Lopera & Leidy Monsalve, Medellin, Colombia & Dubai UAE | |
| 2011 | 1st: Cristian Oviedo & Linda Ayentes, USA 2nd: Darlin Garcia & Vera Rowe, USA 3rd: Jonathan Ibarra & Elly Guadarrama, MEX                                                         | 1st: David Zepeda & Paulina Posadas Daigo, MEX 2nd: Ernesto Nuñez & Maritza Gonzalez, MEX 3rd: John Narvaez & Liz Lira, USA                           | 1st: Grizzly Hidriago & Alien Ramirez, USA 2nd: Jefferson Benjumea & Adriana Avila, COL 3rd: Darlin Garcia & Vera Rowe, USA                                                              | Salsa Teams: 1st: Salsamania Dance Company, USA 2nd: Alma Latina, MEX 3rd: Alma Latina, USA Salsa Teams Cabaret: 1st: Ritmo y Sabor, Mexico 2nd: Grizzly Dance Company, USA 3rd: Coabey Dancers, Puerto Rico             |
| 2012 | 1st: Omar Núñez & Nina Bermúdez, MEX 2nd: Cristian Oviedo & Alien Ramírez, USA 3rd: Francisco Junior & Josmarly Cordero, USA                                                      | 1st: David Zepeda & Paulina Posadas Dagio, MEX 2nd: Sergio Jasso & Bianca Chapman, USA 3rd: Luis Bautista & Lorena López, MEX                         | 1st: Ricardo Vega & Karen Forcano, ARG/CHI 2nd: Jefferson Benjumea & Adriana Ávila, COL 3rd: Johana Vázquez & Jon Jairo Rodríguez, COL                                                   | Salsa Teams: 1st: Alma Latina Mexico, MEX 2nd: Alma Latina USA, USA 3rd: Estilo de Vida, ARG Salsa Teams Cabaret: 1st: Constelación Latina, COL 2nd: Estudio Nacional De Baile, Ecuador 3rd: Grizzly Dance Company, USA  |
| 2013 | 1st: Rafael Barros & Carine Moraes, BRA 2nd: Diego Echenique & Lorena Bargalló, ESP/URU 3rd: Javier Campines & Erica Reyna, USA                                                   | 1st: David Zepeda & Paulina Posadas Dagio, MEX 2nd: Simone Sanfilippo & Serena Maso, ITA 3rd: Dimitri Psychogyios & Stella Koutsoulidou, MEX          | 1st: Ricardo Vega & Karen Forcano, ARG/CHI 2nd: Nicolas Carreño Cruz & Caterin Estrada, COL 3rd: Jefferson Benjumea & Adriana Ávila, COL                                                 | Salsa Teams: 1st: Salsamania Dance Company, USA 2nd: Estudio Nacional De Baile, ECU 3rd: Stilo Dance Company, USA Salsa Teams Cabaret: 1st: Balcon De La Artistas, COL 2nd: Baila Conmigo, USA 3rd: Imperio Juvenil, COL |